# Гексахлоростаннат(IV) аммония
Гексахлоростаннат(IV) аммония — неорганическое соединение, комплексный хлорид олова и аммиака с формулой (NH4)2[SnCl6], бесцветные кристаллы, растворимые в холодной воде и гидролизуются в горячей.

## Получение
- Нейтрализация гексахлоростанната(IV) водорода раствором аммиака:

{\displaystyle {\mathsf {H_{2}[SnCl_{6}]+2NH_{3}\cdot H_{2}O\ {\xrightarrow {}}\ (NH_{4})_{2}[SnCl_{6}]+2H_{2}O}}}
- Растворение хлорида олова(IV) в растворе хлорида аммония:

{\displaystyle {\mathsf {SnCl_{4}+2NH_{4}Cl\ {\xrightarrow {}}\ (NH_{4})_{2}[SnCl_{6}]}}}

## Физические свойства
Гексахлоростаннат(IV) аммония образует бесцветные кристаллы кубической сингонии, пространственная группа F m3m, параметры ячейки a = 1,0058 нм, Z = 4.

## Химические свойства
- с концентрированными щелочами образует гексагидроксостаннаты:

{\displaystyle {\mathsf {(NH_{4})_{2}[SnCl_{6}]+8NaOH\ {\xrightarrow {}}\ Na_{2}[Sn(OH)_{6}]+6NaCl+2NH_{3}\uparrow +2H_{2}O}}}

## Применение
- Протрава в текстильной промышленности.